# Pintor
|  | Per a altres significats, vegeu «pintor (professió)». |

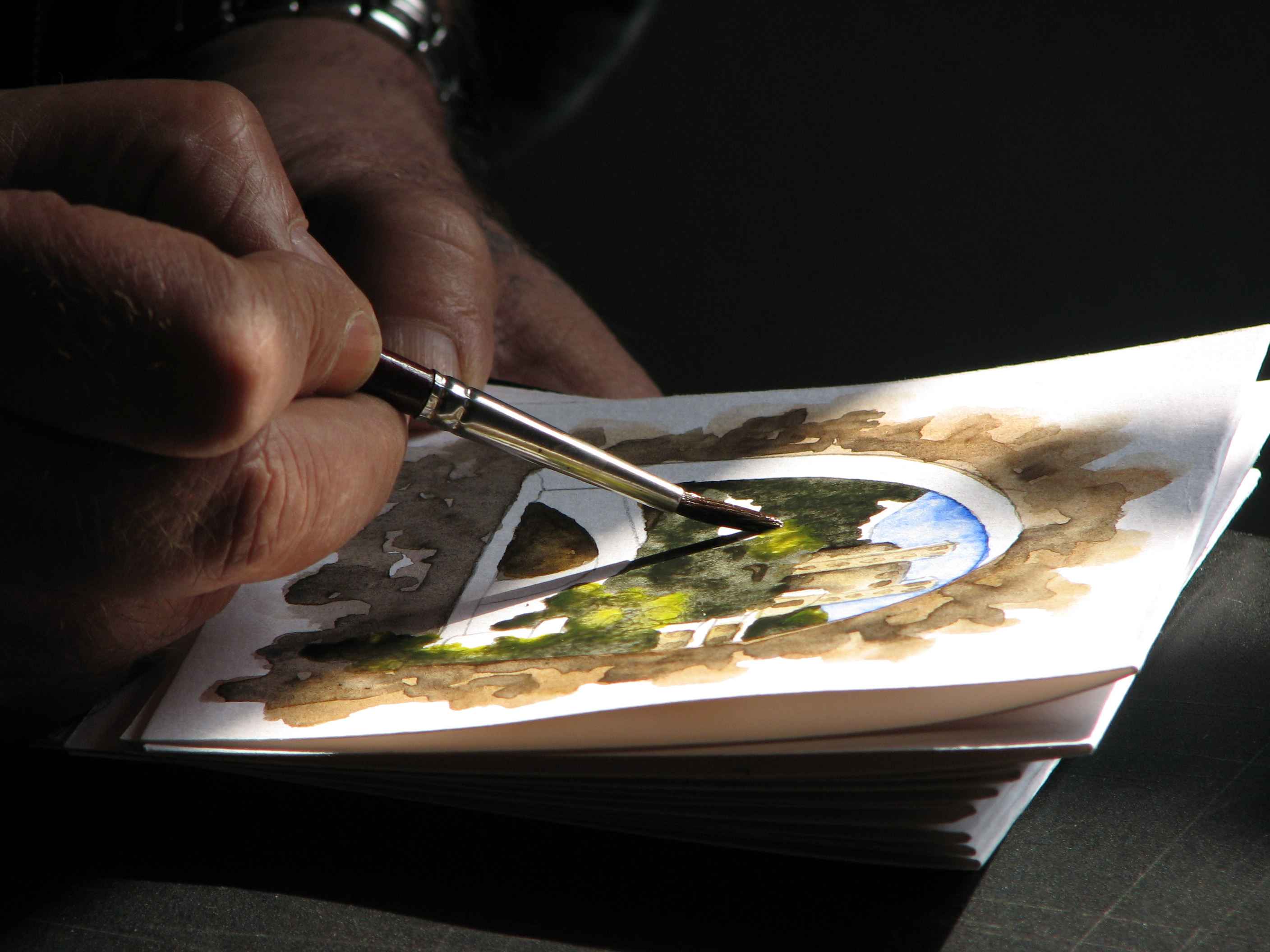
Un pintor fent una aquarel·la a Dolceacqua, Ligúria, Itàlia.

Un pintor és un artista que practica l'art de la pintura, que consisteix a crear quadres, frescs i en general a decorar superfícies d'una manera artística.

## Època romana i grega
En l'època romana i grega el pintor també s'ocupava de decorar les estàtues, que eren pintades perquè s'assemblessin el més possible a una aparença real. A banda d'aquesta ocupació que els rellevava a un segon pla per darrere dels escultors, era comú la pintura sobre tauler (mitjançant la tècnica del tremp o l'encàustica) i el mural, la funció era, bàsicament, la decoració de les llars de les famílies adinerades, sent els més sol·licitats, els retrats.

## Edat mitjana
El pintor, considerat un artesà, es limitava a plasmar escenes religioses en l'àbsis, les voltes o els murs laterals. Al romànic, la pintura era, sobretot, mural, mentre que en el gòtic es van reprendre les pintures sobre tauler de fusta per posar-les als retaules.
A Mallorca, els pintors s'instituïren el 1486 en col·legi professional, fundat per Rafel Mòger, Pere Terrencs, Joan Dessí i Nicolau Martí. Tenien per patró sant Lluc, de qui es deia que havia pintat el primer retrat de Maria, i el veneraven a una capella de l'església de Santa Margalida. Posteriorment, aquest col·legi s'unificaria amb el dels brodadors i els escultors.

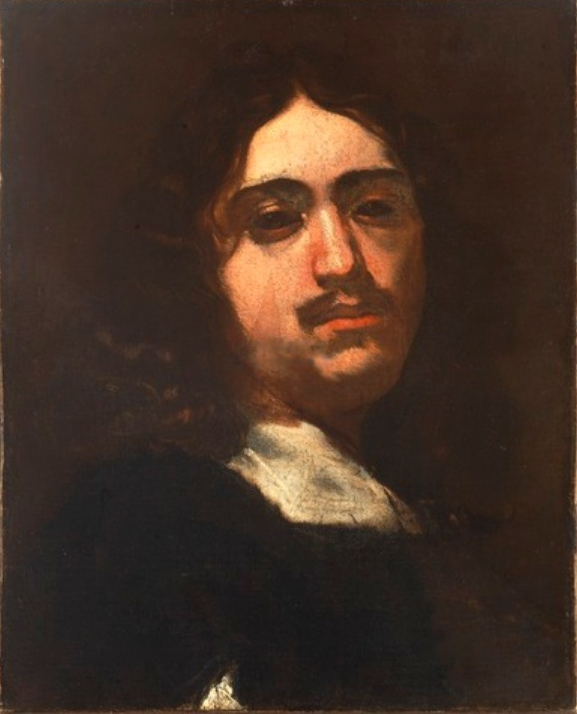
Josep de Ribera, 1630.

## Edat moderna
Fins al Renaixement el pintor era sobretot un artesà, pagat principalment per narrar els esdeveniments a través d'imatges, ja fossin sacres, sobre la litúrgia de l'església o dels ciutadans (els nobles o els rics de la burgesia). La pràctica del retrat precisament s'afirma en el Renaixement, i continuaria amb èxit fins al segle xix.
El 1511, els pintors de Mallorca, juntament amb els brodadors, fundaren un nou col·legi, no se sap si per desaparició de l'anterior. Aquesta vegada, elegiren per patró la Mare de Déu de la Grada, que es venerava a la Catedral. El 1578, el col·legi es refundà amb la incorporació dels escultors, i el 1602, els pintors s'escindiren en un nou col·legi, que es tornà a posar sota la protecció de sant Lluc, aquesta vegada venerat a l'església del Socors. Tanmateix, el col·legi de la Mare de Déu de la grada es va acabar per dissoldre, i el 1651, els escultors, desproveïts de col·legi, s'incorporaren al nou col·legi dels pintors; aquell mateix any, els pintors i els escultors crearen una acadèmia pròpia.

## Art modern

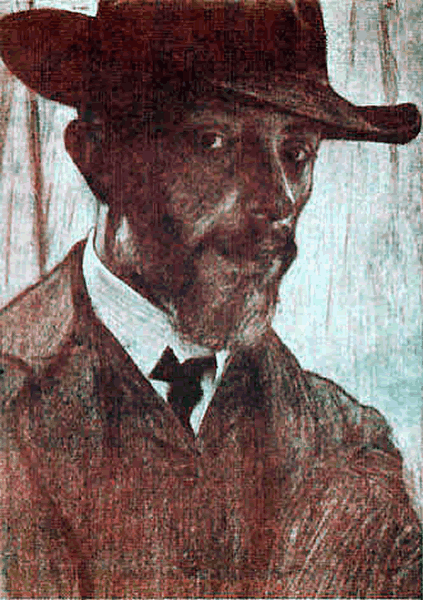
Samuel Hirszenberg, Autoretrat, 1907.

A partir del segle xix, amb les noves tècniques fotogràfiques que van permetre retrats immediats i molt més fidels, el pintor de professió es va convertir en fotògraf, o es va haver de "reciclar" com il·lustrador gràfic, dibuixant d'esbossos o caricaturista, així que el pintor artista va passar a basar-se més en la seva inspiració personal que no pas en la comanda d'un client que li pagava l'encàrrec.
Avui dia hi ha un mercat important de la pintura, amb galeries d'art i subhastes de pintures que gestionen grans sumes, fet que ha donat base a una convicció, difosa al llarg i a l'ample de la geografia, que afirma que molts pintors "artistes" pinten en realitat pels diners i per aquest motiu no són veritables artistes: la realitat és que (com ha passat al llarg dels segles) encara que els clients imposin el tema amb els seus diners, les obres s'han de considerar com una creació artística, quan ho són.
El pintor que pinta per diners, com ho feien els del renaixement pels seus mecenes, no pot ser considerat com un mer artesà, perquè malgrat el tema imposat, l'obra segueix depenent de la seva individual "cal·ligrafia" (entesa en el sentit pictòric) que deixa una "signatura" del seu puny en el treball final. Aquest valor afegit no existeix de forma tant notable en un simple artesà, per tant, per tots aquests motius el pintor que pinta sota comanda s'ha de considerar amb caràcter general un artista, tot i ser un professional de l'art.